# Urum
Die Volksgruppe der Urum (urumisch Ουρούμ Urum) bildet eine kleine turksprachige Minderheit griechischer Abstammung.

## Etymologie
Der Name Urum ist eine Ableitung des türkischen Wortes Rum und bedeutet ‚Grieche‘.
Aus der deutschen Turkologie ist auch der Begriff Graeko-Tataren sowie aus der Populär-Literatur Urumler bekannt. Lange Zeit wurden die Urum wegen ihrer Turksprache auch zu den Berg-Tataren gerechnet und als solche bezeichnet.

## Verbreitungsgebiet
Heutiges Hauptsiedlungsgebiet bildet der Süden Georgiens (nördliches Samzche-Dschawachetien, wo sie im 19. Jahrhundert abwanderten und sich in der Nähe der meschetischen Siedlungsgebiete niederließen) und der Osten der heutigen Türkei (Trapezunt, Giresun, Erzurum und Kars). Die Urum sind auch in der Ukraine, auf der Krim, in Griechenland und auf der gesamten Balkanhalbinsel als Minderheit anzutreffen.

## Herkunft und Religion
Die rund 13.000 Urum sind ihrer Herkunft nach ethnische Griechen. Die Vorfahren der Urum kamen im 18. Jahrhundert in den Kaukasus und wurden vom georgischen König schwerpunktmäßig in Abchasien angesiedelt. Sie nahmen schließlich die tatarische Sprache an, die heute noch starke Einflüsse der griechischen Sprache aufweist. Die Sprache selbst wird nach ihren Sprechern ebenfalls als Urum bezeichnet.
Die Urum sind eines der wenigen turksprachigen Völker, die nicht den Islam angenommen haben, sondern bis heute griechisch-orthodoxe Christen geblieben sind. So werden sie auch bei Volkszählungen in Georgien  aufgrund ihres griechisch-orthodoxen Glaubens weiterhin als „Griechen“ und nicht als Turkvolk geführt. Dem entspricht auch die eigene Auffassung der Urum, die sich ebenfalls weiterhin als Griechen und nicht als Türken oder Tataren ansehen, obwohl sie heute eine der etwa vierzig Turksprachen sprechen. So geben die Urum ihren Kindern überwiegend auch griechische Namen. In Extremfällen, obgleich nicht selten, werden die Kinder nach griechischen Ortsnamen wie zum Beispiel Makedon, Ellada usw. benannt.

## Geschichte
Um das Jahr 1780 wurden rund 9.600 Griechen aus Anatolien nach Georgien geholt. Dort sollten sie als Christen die zwischenzeitlich zum Islam konvertierten Tscherkessen und Abchasier ersetzen, die ihrerseits ins Osmanische Reich abgewandert waren. Doch waren diese anatolischen Griechen bereits sprachlich vom „Osmanentum“ stark beeinflusst; teilweise sprachen sie bereits neben Griechisch auch Türkisch.
In den neuen Siedlungsgebieten kamen die Urum mit den Krimtataren und anderen benachbarten Turkvölkern in Kontakt und wurden von diesen sprachlich stark beeinflusst. Die Urum nahmen nun endgültig das Tatarische als Muttersprache an, ohne jedoch ihren alten Glauben aufzugeben. Besonders groß war hier der Einfluss des Krimtürkischen auf die Sprache der Urum. Heute gilt diese Variante des Tatarischen als engste Verwandte der urumischen Sprache.
Nach der Unterwerfung des Khanats der Krim und der anschließenden Unterdrückung der kaukasischen Turkvölker durch die russischen Verwaltungsbehörden zogen zwischen 1821 und 1825 auch große Teile der Urum in das südliche Georgien und nach Ostanatolien.
Nach dem Zusammenbruch der Sowjetunion begann eine massive Auswanderung der Urum nach Griechenland.